# Tahiti uralkodóinak listája
Tahiti egy apró szigetcsoport Francia Polinéziában.
| Uralkodó                                                                                              | Uralkodott  | Megjegyzés                                     |
| --- | ----------- | ---------------------------------------------- |
| I. Pōmare Vaira'atoa Taina (tahitiül: Tu-nui-ea-i-te Atua-i-Tarahoi Vaira'atoa Taina [Outu] Pōmare I) | 1788 – 1791 | Egyesítette Tahitit.                           |
| II. Pōmare Tu Tunuiea'aite-a-tua (tahitiül: Tu Tunuiea'aite-a-tua Pōmare II)                          | 1803 – 1821 | I. Pōmare Vaira'atoa Taina fia.                |
| III. Pōmare Te-riʻi-ta-ria (tahitiül: Te-ri'i-ta-ria Pōmare III)                                      | 1821 – 1827 | II. Pōmare Tu Tunuiea'aite-a-tua fia.          |
| IV. Pōmare 'Aimata (tahitiül: 'Aimatta Pōmare IV Vahine-o-Punuateraitua)                              | 1827 – 1877 | II. Pōmare Tu Tunuiea'aite-a-tua lánya.        |
| V. Pōmare Teri'i Taria Te-ra-tane (tahitiül: Teri'i Taria Te-ra-tane Pōmare V)                        | 1877 – 1880 | IV. Pōmare ʻAimata fia. Tahiti utolsó királya. |

## Külső hivatkozások
- Christopher Buyers: The Royal Ark/Tahiti/The Pomare Dynasty – 2012. március 19.